# Lijst van universiteiten in Servië
Dit is een lijst van universiteiten in Servië.
- Universiteit van Belgrado - Belgrado
- Universiteit van Niš - Niš
- Universiteit van Novi Sad - Novi Sad